# Chamseddine Rahmani
Pour les articles homonymes, voir Rahmani.
Chamseddine Rahmani (en arabe : شمس الدين رحماني, en tifinagh : ⵙⵀⴰⵎⵙⴻⴷⴷⵉⵏⴻ ⵔⴰⵀⵎⴰⵏⵉ), né le 15 septembre 1990 à Annaba, est un footballeur algérien qui évolue au poste de gardien de but au MC Oran.

## Carrière

### En clubs
Après avoir fini vice-champion d'Algérie en 2014-2015 et avoir remporté la Coupe d'Algérie 2014-2015, avec le MO Béjaïa, Chamseddine Rahmani participe, à la Ligue des champions de la CAF 2016 et à la finale de la Coupe de la confédération 2016.
Après avoir remporté le championnat d'Algérie 2017-2018, avec le CS Constantine, il participe, à la Ligue des champions de la CAF 2018-2019, atteignant les quarts de finale.
Après son départ du CS Constantine, en mai 2019, il part jouer brièvement, au Damac FC, en Saudi Pro League.
En janvier 2020, il fait son retour, au CSC.
En juillet 2023, en fin de contrat avec le CSC, il signe un contrat de deux saisons, avec la JS Kabylie. Avec la JSK, il résilie son contrat, à l'amiable, en juin 2024.

### En équipe nationale
Avec l'équipe d'Algérie, il figure parmi le groupe des sélectionnés pour disputer la CAN 2017 au Gabon.

## Palmarès

### En clubs
- Vainqueur de la Coupe d'Algérie 2015 avec le MO Béjaïa.
- Finaliste de la Supercoupe d'Algérie 2015 avec le MO Béjaïa.
- Finaliste de la Coupe de la confédération 2016 avec le MO Béjaïa.
- Champion d'Algérie en 2018 avec le CS Constantine.
- Finaliste de la Supercoupe d'Algérie 2018 avec le CS Constantine.

### En sélections
- Médaille de bronze aux Jeux de la solidarité islamique de 2017 avec l'équipe d'Algérie olympique.
- Médaille d'argent au CHAN 2022 avec l'équipe d'Algérie A'.